# Mouscardès
Mouscardès é uma comuna francesa na região administrativa da Nova Aquitânia, no departamento Landes. Estende-se por uma área de 9,08 km². Em 2010 a comuna tinha 271 habitantes (densidade: 29,8 hab./km²).